# Fiachna II Lurgan
Fiachna II Lurgan („Noga”) lub Fiachna II mac Báetáin (zm. 626 r.) – król Dál nAraidi z ludu Cruithni oraz Ulaidu (Ulsteru) od 588 r. do swej śmierci, syn Báetána, Eochaida mac Condlai (zm. 553 r.), króla Dál nAraidi i Ulaidu.
Królestwo Dál nAraidi było faktycznie federacją plemion Cruithni, współzawodniczących ze sobą o zwierzchnictwo nad nim. Natomiast królowie Dál nAraidi i Dál Fiatach walczyli między sobą o zwierzchnictwo nad Ulaidem. Fiachna, jako król całego Ulsteru, postanowił przywrócić prawo do zwierzchnictwa nad Dalriadą. Nawiązując do swego poprzednika, Báetána mac Cairil, prowadził kampanię wojenną w Szkocji.
Zachowane listy prímscéla wymieniają wiersz o tytule Sluagad Fiachna meic Báítáin co Dún nGuaire i Saxanaib („Szturm Fiachny mac Báetáin na Dún Guaire (Bamburgh?) w królestwie Saksończyków”). Tekst ten sugeruje, że był osobą znaczącą w tych czasach. Zapewne opisywał szerzej wydarzenie lakonicznie podane w Rocznikach Ulsteru pod 623 r. („oblężenie Ráth Guali”). Źródła odnoszą do zorganizowanej ekspedycji przeciw twierdzy królów Northumbrii w Bamburgh Castle (irl. Dún Guaire). Nie wiadomo natomiast jaki był wynik tejże wyprawy.
Saga z VIII w., Compert Mongáin, opowiada czyny na wpół legendarnego syna Mongána. Żona Fiachny została poczęta przez boga morza, Manannána mac Lir, podczas gdy mąż w tym czasie prowadził kampanię przeciw Áedánowi mac Gabráin z Dál Riaty. Mongán zginął w bitwie przeciw Brytom z królestwa Strathclyde.
W 626 r. Fiachna II mac Báetáin poległ w bitwie pod Leithet Midind. Został pokonany przez Fiachnę mac Demmáin z Dál Fiatach, który zajął po nim tron Ulaidu. Jego synami byli:
- Mongán (zm. 620 r.), mąż Dublachy, córki wroga ojca, Fiachny mac Demmáin, z którą  miał dwóch synów, Colcu i Conalla.
- Skandal Sciathlethan, ojciec Congala Cláena (Cáecha), króla Dál nAraidi i Ulaidu
- Cathussach (Cathassach) I mac Lurggéne (zm. 668 r.), król Dál nAraidi
- Eochaid III Iarlaithe, zm. 666 r.), król Dál nAraidi